# ダイナマイト (応援歌)

ヴァンダービルト大学の応援歌『ダイナマイト』を演奏するスピリット・オブ・ゴールド・マーチング・バンド

『ダイナマイト』 ("Dynamite" ) は、アメリカ合衆国テネシー州ナッシュビルに位置するヴァンダービルト大学の公式応援歌。1922年、当時学生だったフランシス・クレイグが作曲した。フットボールやバスケットボールなどヴァンダービルト・コモドアーズのスポーツ・イベントで演奏される。

## 『ダイナマイト』の伝統
ヴァンダービルト・コモドアーズ・フットボールのホーム・ゲームの際、試合開始時にスピリット・オブ・ゴールド・マーチング・バンドがV型に並び、選手がVの下の部分から入場する時に演奏される。またヴァンダービルトが得点した時、攻守交代の時、
試合終了後の校歌の直前に演奏される。
バスケットボールの試合では選手入場、タイムの時に短縮版が演奏され、試合終了直後に通常版が演奏される。
近年、曲の終わり頃に1小節1文字ずつ「V-A-N-D-Y!」と叫ぶ際、親指、人差し指、中指でヴァンダービルト・ユニバーシティの頭文字となる「VU」を形作る「VUハンド」を掲げる